# Viaduc de Lavaur
Das Viaduc de Lavaur ist eine Eisenbahnbrücke über den tief eingeschnittenen Agout in Lavaur, Tarn, in der französischen Region Okzitanien, die Lavaur auf der Bahnstrecke Montauban-Ville-Bourbon–La Crémade mit Castres weiter im Südosten verbindet. Die Brücke dient heute den regionalen Expresszügen des TER Midi-Pyrénées. Der Pont de Lavaur, eine 1791 fertiggestellte Straßenbrücke rund 200 m weiter südlich, ist sonst die einzige Brücke, die in Lavaur den Fluss überquert.

## Beschreibung
Die Steinbogenbrücke überquert den Agout mit einem einzigen großen und auffallend schlanken Segmentbogen mit einer Spannweite von 61,50 m, dessen Scheitel rund 21 m über dem Niedrigwasser liegt. Seine Gestaltung und die Profilierung der Bogenwangen lehnen sich an den benachbarten Pont de Lavaur an. Der Bogen ist fast bis zu dem hier sehr tragfähigen Hangboden heruntergezogen, um besonders aufwendige Widerlager zu sparen.  Auf beiden Hälften des Bogens stehen je drei gemauerte Rundbögen mit Spannweiten von 4,50 m, die die durch ein eigenes Profil betonte Brückentafel tragen. Dieser Hauptbogen wird an beiden Seiten durch mächtige, bis zur Brückentafel reichende Pfeiler begrenzt, von denen aus Vorbrücken mit zwei gemauerten Rundbögen mit je 8 m Spannweite zur Talkante führen. Das insgesamt 123,50 m lange Brückendeck wird über dem Hauptbogen durch eine Balustrade, über den Pfeilern und den Vorbrücken durch kleine Mauern begrenzt.

## Geschichte
Mit dem Bau der Brücke von Le Castelet im Département Ariège in den Pyrenäen, dem Viaduc de Lavaur und dem auf der gleichen Bahnstrecke rund 27 km weiter südöstlich liegenden Pont Antoinette in den Jahren 1882–1884 erwarb sich der erst 33 Jahre alte Paul Séjourné breite Anerkennung für die Weiterentwicklung des Baus gemauerter Steinbogenbrücken.
Bei Brücken mit größer werdenden Spannweiten wird naturgemäß auch das Lehrgerüst, das das Gewicht des vollständigen Bogens tragen soll, immer größer, aufwendiger und teurer. Um dies in Grenzen zu halten, wandte Séjourné die zwar schon den Römern bekannte, aber wieder in Vergessenheit geratene Methode an, auf einem vergleichsweise leichten Lehrgerüst zunächst nur eine dünne Bogenlage zu mauern. Diese Lage kann anschließend ihr eigenes Gewicht und das der nächsten Bogenlage tragen und somit selbst die Funktion des Lehrgerüsts übernehmen. Beim Viaduc de Lavaur ließ Séjourné den Hauptbogen aus drei aufeinander liegenden Bogenlagen anfertigen.
Eine weitere Neuerung war die vollständige Öffnung der Bogenzwickel. Séjourné erwähnt dafür zwar ältere Vorbilder, bei denen die Öffnungen aber eher in schmalen Durchlässen bestanden, um bei Hochwasser den seitlichen Wasserdruck auf die Brücke zu verringern. Ein geschlossener, mit Mauerwerk gefüllter Zwickel trägt wenig zur Stabilität der Brücke, aber erheblich zu ihrem Gewicht bei, das von dem Bogen zu tragen ist. Séjourné ersetzte daher die gemauerten Zwickel durch je drei, von schmalen Pfeilern getragene Rundbögen. Er schuf damit das Vorbild für viele spätere Bogenbrücken nicht nur aus Stein, sondern auch aus Beton.